# Lansky – Der Pate von Las Vegas
Lansky – Der Pate von Las Vegas (Originaltitel: Lansky) ist ein US-amerikanisches, biografisches Filmdrama von Eytan Rockaway aus dem Jahr 2021 über den jüdischen Mobster Meyer Lansky.
Der Film wurde am 25. Juni 2021 in den Vereinigten Staaten veröffentlicht. In Deutschland erschien der Film ab dem 28. Oktober 2021 direkt auf DVD und Blu-ray Disc.

## Handlung
Der gealterte Mobster Meyer Lansky beauftragt den Journalisten David Stone, ein Buch über ihn zu schreiben, das aber erst nach seinem Tod erscheinen soll. Lansky und Stone treffen sich regelmäßig in einem Diner, hier erzählt der ehemalige Gangster aus seinem Leben, das in Rückblenden gezeigt wird. Stone wohnt in einem Motel und telefoniert hin und wieder mit seiner Exfrau und den gemeinsamen Kindern. In dem Motel lernt er Maureen kennen, später werden sie ein Liebespaar, doch es stellt sich heraus, dass sie vom FBI auf ihn angesetzt wurde, um seine Gesprächsaufzeichnungen auszuspähen. Stone findet dies heraus, daraufhin verlässt sie das Motel.
Lansky erzählt von seinen Anfängen als Gangster, Stone wird vom FBI unter Druck gesetzt, er soll herausfinden, wo Lansky sein angebliches Vermögen von 300 Millionen Dollar deponiert hat. Lansky weiß, obwohl Stone es ihm nicht erzählt hat, dass Stone mit dem FBI gesprochen hat, doch dies scheint ihm egal zu sein. Bei einem letzten Treffen zwischen ihnen besuchen sie Lanskys Sohn, der seit seiner Geburt körperlich behindert ist und als erwachsener Mann künstlich beatmet werden muss. Die Ermittlungen gegen Lansky werden schließlich eingestellt.

## Besetzung
- Harvey Keitel als Meyer Lansky

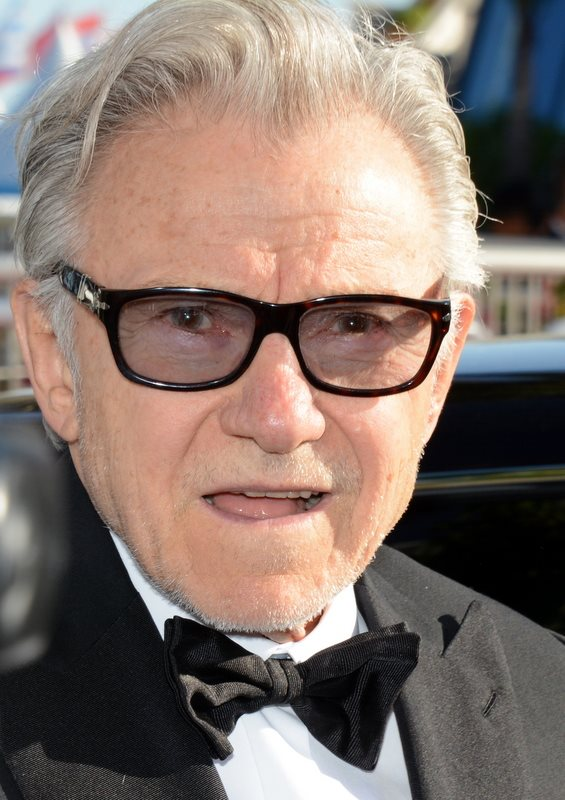
Harvey Keitel (2015)

- Sam Worthington als David Stone – Schriftsteller
- AnnaSophia Robb als Anna Citron Lansky – Erste Ehefrau von Meyer Lansky
- Minka Kelly als Maureen
- David James Elliott als Frank Rivers
- John Magaro als Meyer Lansky (jung)

- Shane McRae als Charles „Lucky“ Luciano – Oberhaupt der „Luciano-Familie“
- Wass Stevens als Aharon Jariv – Israelischer Politiker
- Eytan Rockaway als ein Berater der israelischen Politikerin Golda Meir
- Robert Walker Branchaud als „Al“ Capone – Oberhaupt des „Chicago Outfit“
- David Cade als Benjamin „Bugsy“ Siegel – Jüdischer Mobster
- Jay Giannone als Salvatore Maranzano – Capo di tutti i capi der fünf Familien von New York City
- Rudy Eisenzopf als „Moe“ Dalitz – Jüdischer Mobster
- Ron Fallica als Frank Costello – Verbündeter von Meyer und Lucky
- Vincent Minutella als Albert Anastasia – Anführer der als „Murder, Inc.“ bezeichneten Gruppierung
- Claudio Bellante als Giuseppe „Joe“ Bonanno – Oberhaupt der „Bonanno-Familie“
- Eric C. Schmitz als Abner „Longie“ Zwillman – Jüdischer Mobster
- Nathan Harris als Charles Fischetti – Handlanger von Al Capone

## Produktion
Im Oktober des Jahres 2019 wurde bekannt gegeben, dass im Vertrieb durch Voltage Pictures ein Biopic mit Harvey Keitel in der Rolle des jüdischen Mobsters Meyer Lansky produziert werde. Ebenfalls bestätigt wurden die Schauspieler Sam Worthington, Emory Cohen und Austin Stowell, sowie Verhandlungsgespräche mit Alexandra Daddario und Tony Danza. Des Weiteren gab man bekannt, dass Jeff Hoffman und Robert Ogden Barnum als Produzenten, sowie Eytan Rockaway als Regisseur und Drehbuchautor verpflichtet wurden. Rockaway adaptierte das Drehbuch einer Geschichte des Filmregisseurs Ido Fluk und der Drehbuchautorin Sharon Mashihi, die teilweise auf Interviews mit dem echten Lansky basiert, welche von Rockaways Vater, dem Geschichtsprofessor Robert A. Rockaway geführt wurden.
Regulär für den August 2019 geplant, begannen die Dreharbeiten zum Film im Februar des Jahres 2020. Zu diesem Zeitpunkt wurden die Schauspieler Minka Kelly, Jackie Cruz, John Magaro, David James Elliott und Alon Abutbul für die Besetzung bestätigt.
Im Mai 2021 wurde bekannt, dass Vertical Entertainment die nordamerikanischen Vertriebsrechte für den Film erwarb und diesen am 25. Juni 2021 veröffentlichen wird.

## Veröffentlichung
Der Film erschien am 25. Juni 2021 in den USA, in Europa (Russland) einen Tag früher. Im Vertrieb von Koch Media erschien der Film in Deutschland ab dem 28. Oktober 2021 direkt auf DVD und Blu-ray Disc.

## Rezeption

### Kritik
Bei Rotten Tomatoes erreichte der Film eine Zustimmungsrate von 62 Prozent, basierend auf 45 Kritiken.
Bei Metacritic bekam Lansky eine Punktzahl von 45/100, basierend auf 7 Kritiken.
Das Lexikon des internationalen Films vergibt zwei von fünf möglichen Sternen. Bemängelt werden die „Klischees des Genres“ sowie die „zu vielen Rückblenden, die nicht über abgehakte Lebensstationen hinauskommen.“